# Kazimierz Sokołowski (piłkarz)
Kazimierz Stanisław „Kaz” Sokołowski (ur. 11 lutego 1963 w Szczecinie) – polski piłkarz występujący na pozycji obrońcy, trener.

## Przebieg kariery
Dwukrotny reprezentant Polski, wieloletni zawodnik Pogoni Szczecin, wicemistrz Europy U-18 z 1981. Ojciec Tomasza, reprezentanta Norwegii, brat Jerzego. W pierwszej lidze polskiej grał do 1990, później występował w Austrii, aby ostatecznie osiąść w Norwegii. Grał w Tromsø IL (do 1994) i Asker FH (1995–1997).
3 stycznia 2014 został asystentem trenera Henninga Berga w sztabie szkoleniowym Legii Warszawa.